# Pouzolzia weddellii
Pouzolzia weddellii är en nässelväxtart som beskrevs av Jacques Désiré Leandri. Pouzolzia weddellii ingår i släktet Pouzolzia och familjen nässelväxter. Utöver nominatformen finns också underarten P. w. humbertii.